# Cannibals
Cannibals is een nummer van de Schotse muzikant Mark Knopfler uit 1996. Het is de tweede single van zijn eerste soloalbum Golden Heart.
"Cannibals" heeft veel weg van Knopflers tijd met Dire Straits. Het geluid en de structuur lijkt op dat van van Walk of Life, dat ook door Knopfler geschreven werd. De plaat bereikte een bescheiden 42e positie in Knopflers thuisland het Verenigd Koninkrijk. In het Nederlandse taalgebied bereikte het nummer de hitlijsten niet.

## Tracklijst
- Cd-single

1. "Cannibals" - 3:38
2. "Tall Order Baby" - 2:53